# Harburg (Schwaben)
Harburg (Schwaben) (lett. "Harburg (Svevia)"; /ˈharbʊrk/ ) è un comune tedesco di 5 652 abitanti situato nel land della Baviera. È noto per il suo castello, uno dei più imponenti castelli medievali in Germania.

## Geografia fisica

### Posizione
La città si trova sul fiume Wörnitz e sul bordo sud-est del Cratere di Nördlingen, nel Geoparco UNESCO del Ries. Harburg è situata sul percorso della strada romantica.

### Suddivisione amministrativa
Oltre al capoluogo, il comune conta 9 frazioni (Ortsteile), che sono: Brünsee, Ebermergen, Großsorheim, Heroldingen, Hoppingen, Mauren, Mündling, Ronheim e Schrattenhofen.

## Storia

### Origini e Medioevo
Nel 1093 il nome Harburg compare per la prima volta da Mathilde de Horeburc, moglie del conte Kuno di Lechsgünd. Nell'epoca degli Hohenstaufen il castello di Harburg appartenne insieme all'insediamento ai beni imperiali. Già nel 1250, la città ottenne diritti di mercato, ma l'anno successivo venne data in pegno dal re Conrado IV al conte Ludovico III di Oettingen. Un ulteriore pegno del castello e della città avvenne nel 1299 dal re Alberto I al conte Ludovico V di Oettingen. L'aquila imperiale apparve per la prima volta come stemma nel 1290. Nel 1418, la città e il castello passarono definitivamente in possesso dei Conti di Oettingen, che la utilizzarono come residenza sotto il conte Wolfgang I (1455-1522) e suo figlio Carlo Wolfgang (1484-1549).

### Storia moderna
Il conte Carl Wolfgang di Oettingen-Harburg iniziò ad appassionarsi agli insegnamenti di Martin Lutero divulgando quindi la riforma fin dal 1524. Suo fratello Luigi XV continuò l’opera riformatrice del fratello Karl Wolfgang dopo la fine della guerra di Smalcalda. Tra i figli di Luigi XV si verificò la divisione confessionale della casa Oettingen. Il castello e la città restarono sotto la linea evangelica Oettingen-Oettingen, la maggioranza della popolazione di Harburg ancora oggi è protestante.
Nella Guerra dei Trent'anni, le truppe svedesi raggiunsero Harburg nell'aprile del 1634. Dopo un anno, la zona circostante era stata saccheggiata e distrutta da piccoli gruppi in cerca di cibo, indipendentemente dalla loro appartenenza religiosa. Persino lo stesso re di Svezia Gustavo Adolfo cenò ad Harburg nel 1632, esigendo tasse elevate attraversando la città con il suo esercito.
A causa della battaglia di Nördlingen del 5 e 6 settembre 1634 e la successiva battaglia di Alerheim del 3 agosto 1645 sì aggravò la situazione immediata di Harburg. C'era infatti una grave carenza di cibo e di foraggio. Nel 1634 Harburg registrò la perdita di oltre la metà della popolazione a causa degli effetti della guerra e dello scoppio della peste. Alla fine della Guerra dei Trent'anni, sotto la reggenza del principe Alberto Ernesto I di Oettingen-Oettingen, nel 1671 si iniziò a insediare una comunità ebraica ad Harburg.
Quando la linea evangelica Oettingen-Oettingen si estinse con la morte del principe Alberto Ernesto II nel 1731, sul castello e sul mercato di Harburg regnarono i conti e i principi di Oettingen-Wallerstein. I conti e i principi di Oettingen erano giudici di Harburg ed esercitavano sul loro territorio la giurisdizione inferiore e superiore.
Solo con la secolarizzazione nel 1806 Harburg entrò nel Regno di Baviera. Nel 1848 divenne città e nello stesso anno Harburg fu collegata alla rete ferroviaria.

## Monumenti e luoghi d'interesse

### Castello di Harburg
Il castello di Harburg sorge su una rupe che domina la città. Si tratta di un vasto complesso medievale dell'XI e XII secolo preservato nelle condizioni in cui si trovava nel XVIII secolo. Il castello di Harburg fu menzionato per la prima volta nel 1150 dallo Staufer Enrico Berengar come castello imperiale. Nel corso della storia non è mai stato gravemente danneggiato dalle guerre. A differenza di molti altri castelli tedeschi costruiti negli ultimi 200 anni o ricostruiti dopo la seconda guerra mondiale, il castello di Harburg conserva l'atmosfera del Medioevo. Oggi il castello appartiene alla Fondazione Culturale del Principe di Oettingen-Wallerstein. Offre visite guidate giornaliere al castello da metà marzo al fino all’inizio di novembre. A piedi si può raggiungere il castello dal centro storico attraverso vari sentieri segnalati intorno alla collina del castello.

### Città vecchia
Il pittoresco centro storico medievale si estende tra il fiume Wörnitz e la collina del castello.
Vale la pena vedere anche lo storico ponte in pietra del XVIII secolo. La struttura ad arco fu costruita nel 1729 dopo una devastante alluvione, costituita da blocchi di pietra con sette campate e pilastri coperti. Nella costruzione fu utilizzata anche la suevite. Per finanziare la manutenzione del ponte, il comune ha sempre avuto il diritto di riscuotere un pedaggio per il ponte e la pavimentazione. Alla fine della seconda guerra mondiale nel 1945, due archi del ponte vennero distrutti dalle esplosioni. I danni furono completamente riparati dopo la fine della guerra da un leggero ampliamento in questa posizione.

## Amministrazione

### Gemellaggi
- Gouville-sur-Mer - Francia, dal 1998

## Galleria d'immagini

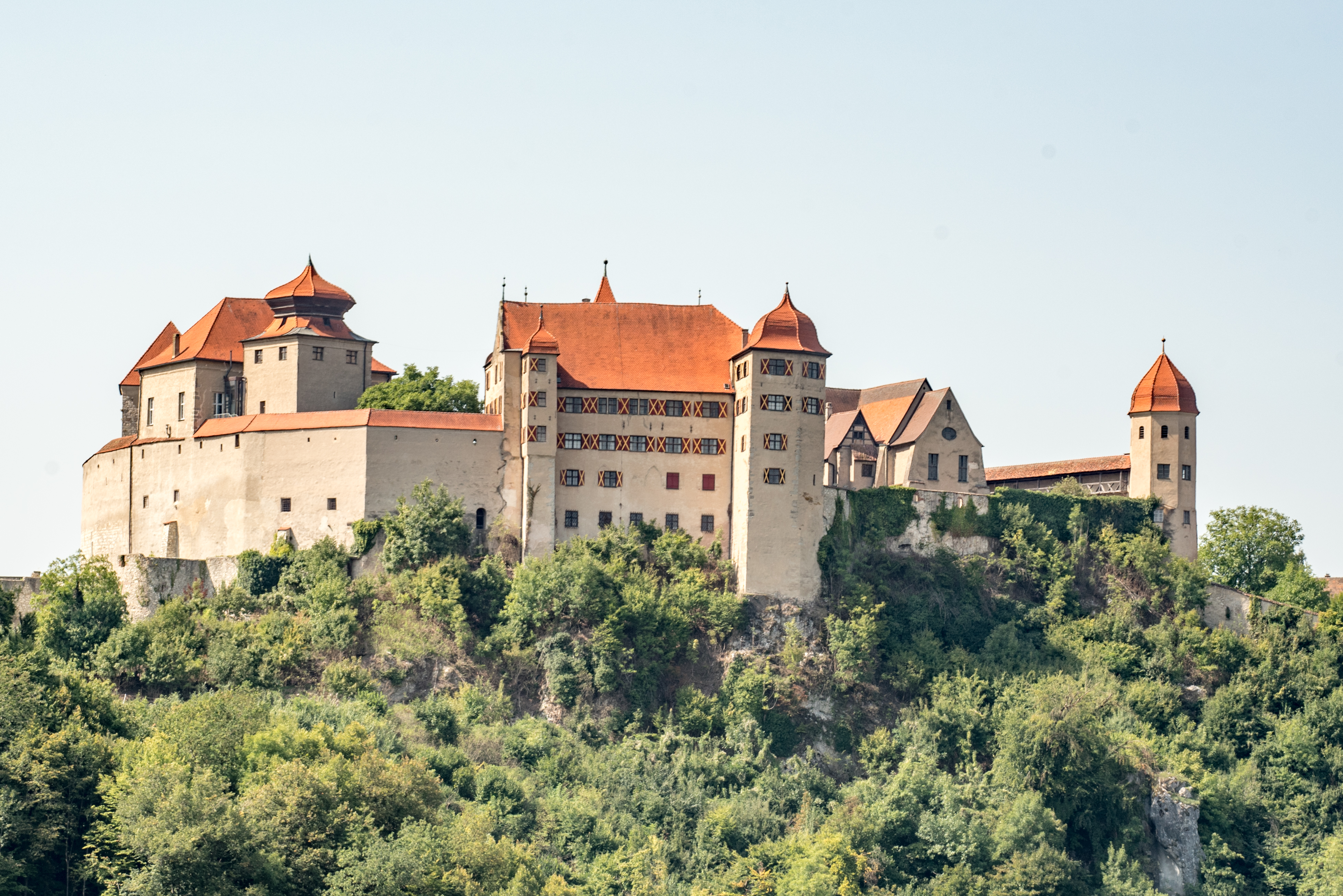
Castello di Harburg
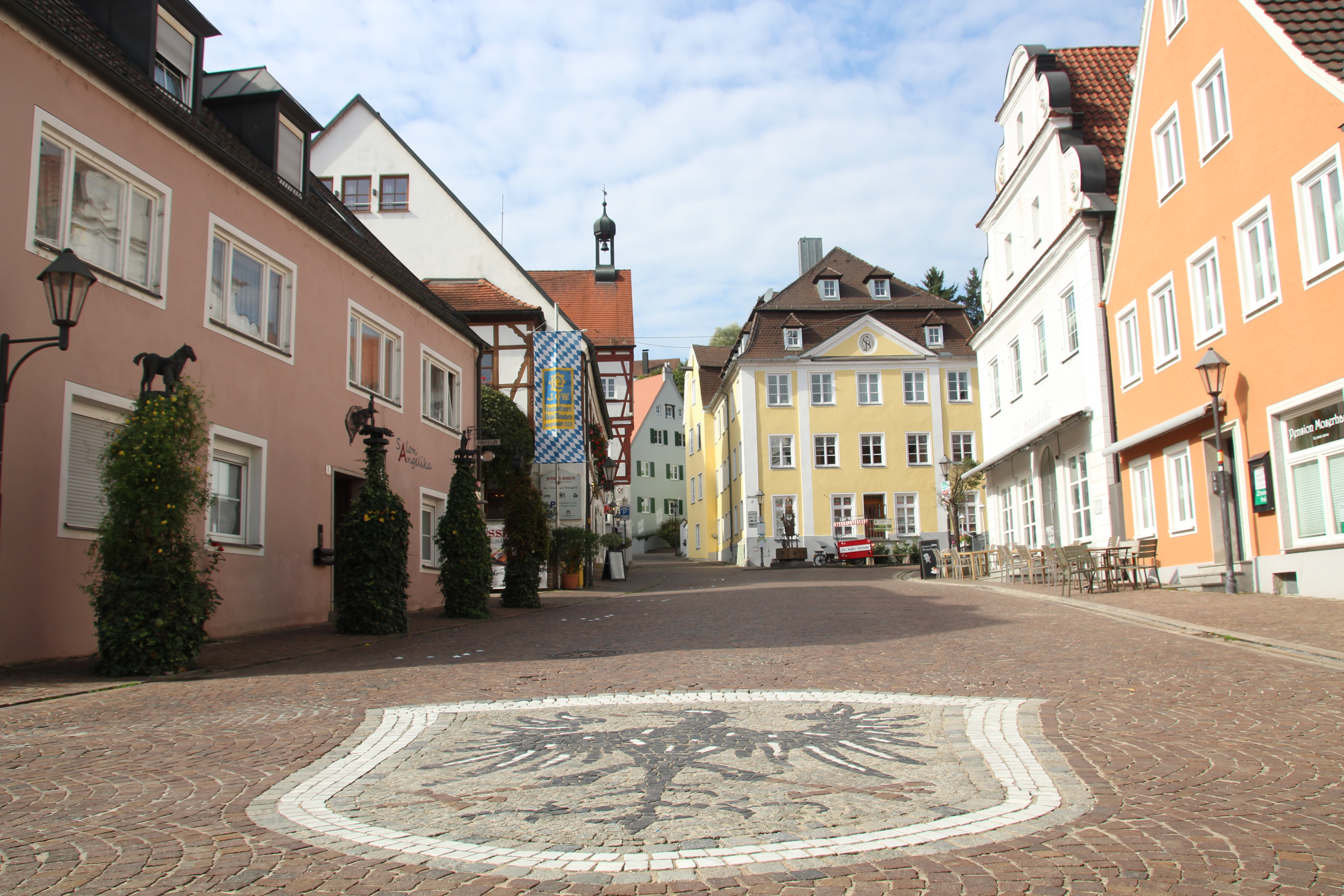
La piazza del mercato
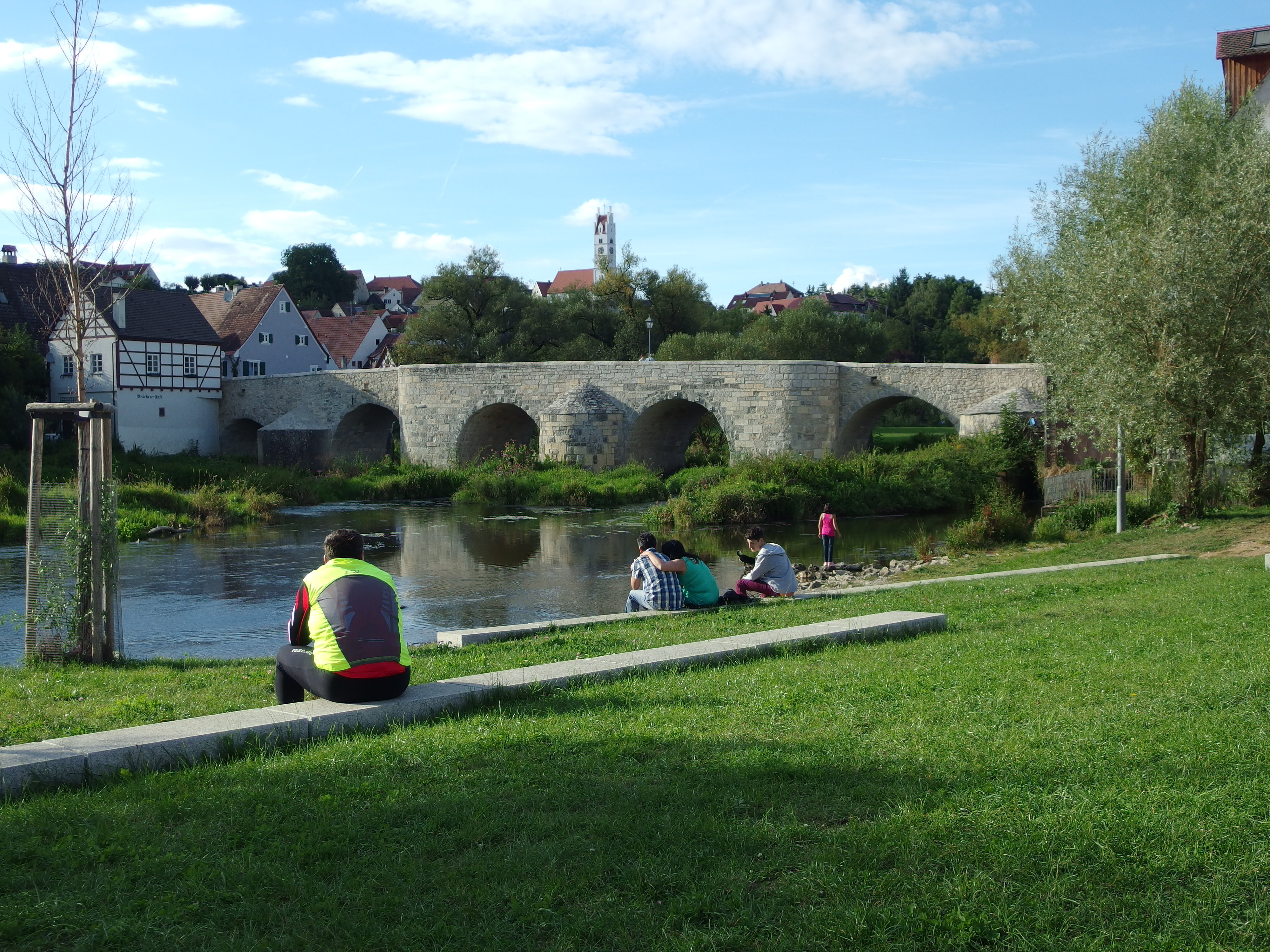
Ponte vecchio
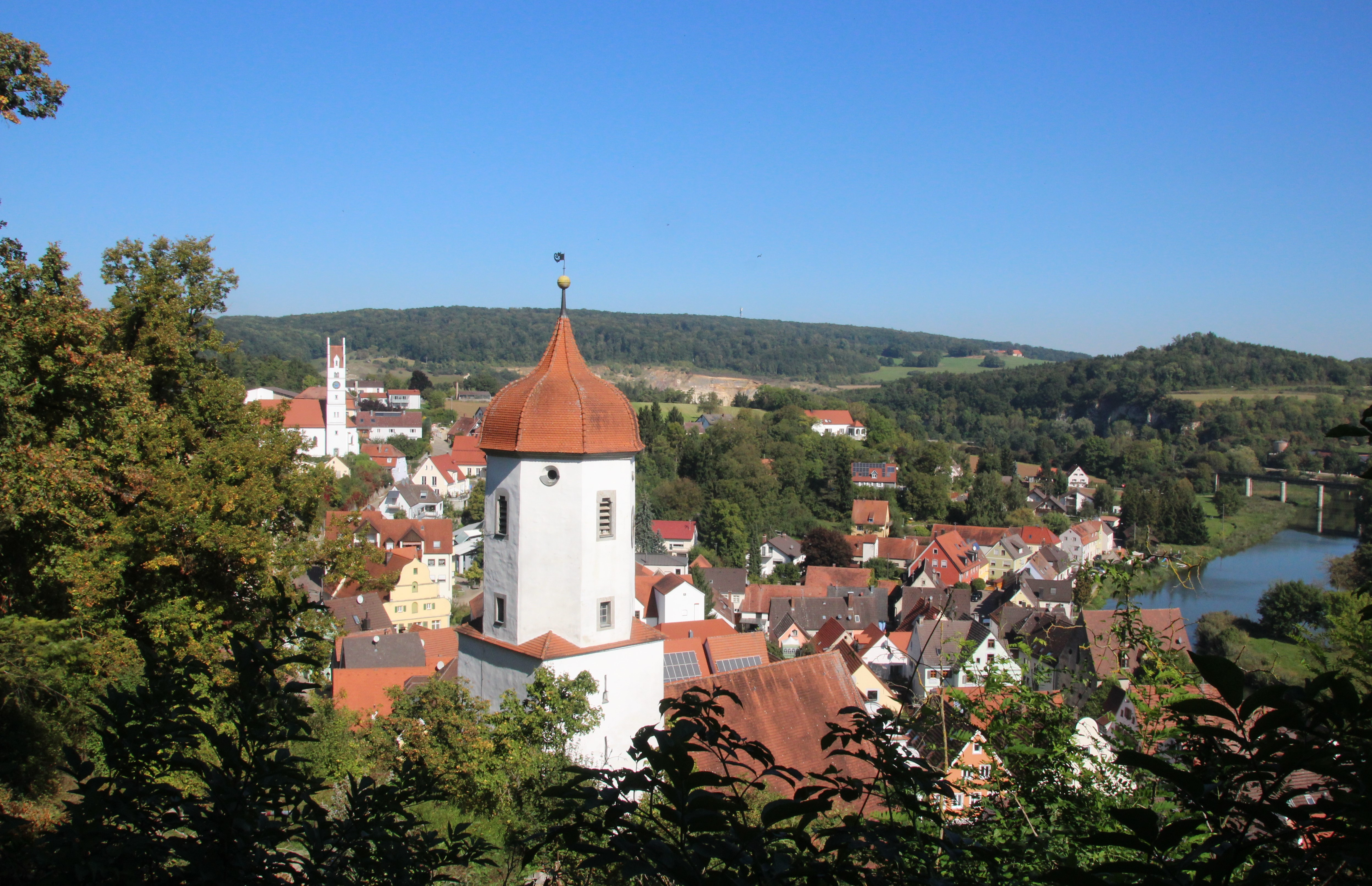
Harburg (Schwaben)
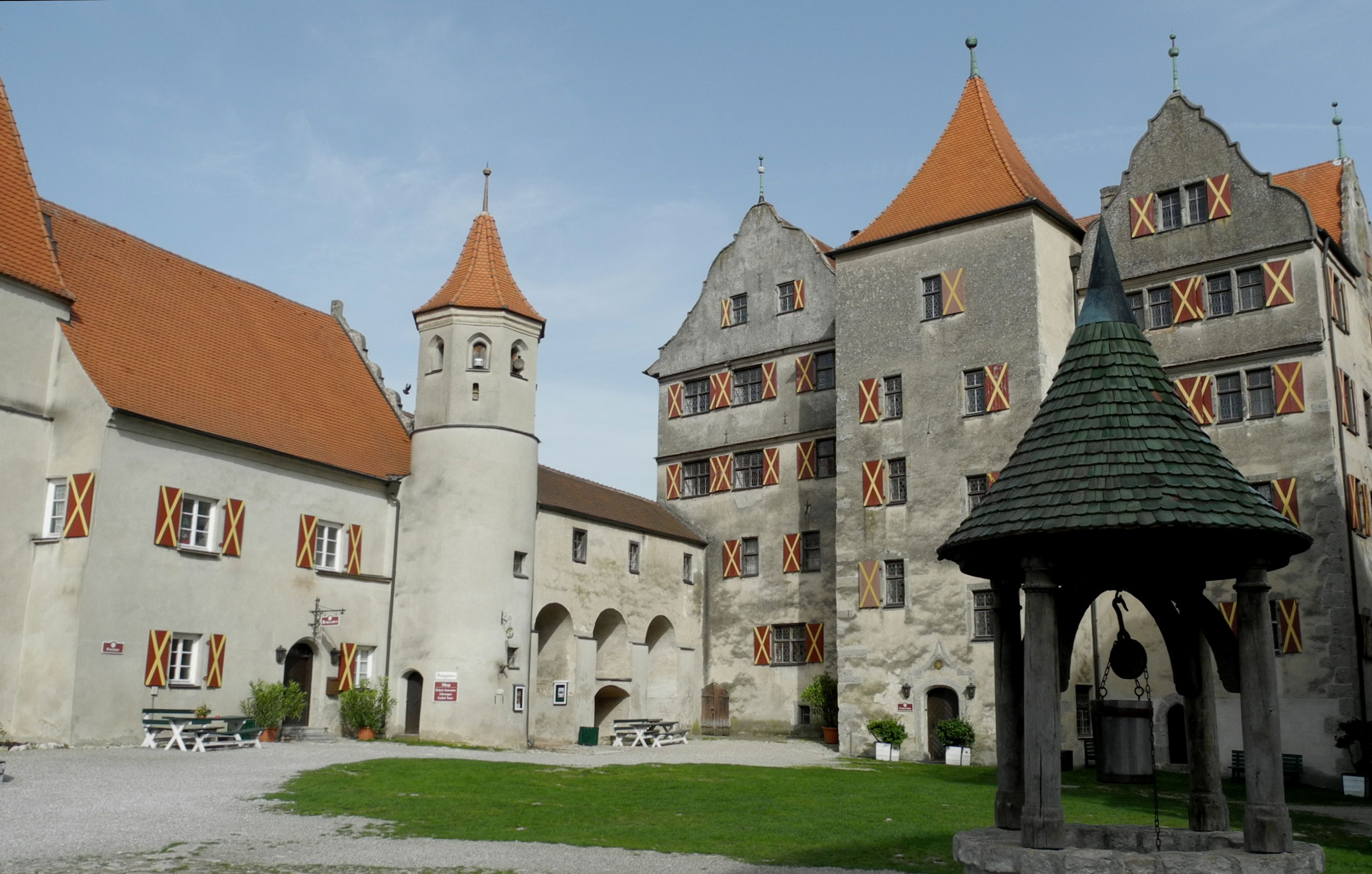
Cortile del castello di Harburg